# Ом (мантра)

Сакральный звук «Ом», написанный деванагари

Ом (санскр. ॐ) или Аум — в индуистской и ведийской традиции — сакральный звук, изначальная мантра, «слово силы». Часто интерпретируется как символ божественной тримурти Брахмы, Вишну и Шивы. Используется в практиках йоги и техниках медитации.
В соответствии с ведийским наследием считается, что звук «ом» был первым проявлением не явленного ещё Брахмана (Абсолюта), давшим начало воспринимаемой Вселенной, произошедшей от вибрации, вызванной этим звуком.

## Индуизм
Звук «Ом» является самым священным звуком и графически выражаемым слогом в индуизме и буддизме махаяны, особенно — в тантрическом буддизме (ваджраяна). Его произносят в начале священных текстов, мантр (например, буддийская мантра «Ом мани падме хум» содержит этот слог) и во время медитации в индуистской традиции. Он символизирует три базисных (шрути) священных текста Вед: Ригведа, Яджурведа, Самаведа. Звук «Ом» обсуждается в ряде Упанишад, являющихся текстами, содержащими философские рассуждения, и проясняется в Мандукья-упанишада.
В Пуранах звук «Ом» также определяется, как священный.
Помимо олицетворения индуистской божественной триады, он, сам по себе, является наивысшей мантрой, символизируя собой Брахман (Высшую реальность) и Вселенную как таковую. Три его составляющих (А, У, М) традиционно символизируют Создание, Поддержание и Разрушение — категории космогонии Вед и индуизма.
Считается также, что три звука символизируют три уровня существования — небеса, воздушное пространство и землю Они также символизируют три времени суток и три способности человека: желание, знание и действие.
В составе мантры «Ом Тат Сат» «Ом» упомянут в «Бхагавадгите», 17:23: «С начала творения три слова — Ом̇ Тат Сат — использовались для обозначения Высшей Абсолютной Истины.»

### В упанишадах
В Чхандогья-упанишаде — в слоге Ом, удгитхе, сливаются образующие пару речь и дыхание, которые соотносятся с Ригведой и Самаведой. Также этот слог означает согласие. Проникнув в него, «боги стали бессмертными и бесстрашными».
В Мандукья-упанишаде — «прошедшее, настоящее, будущее — все это и есть звук Ом (Аум)», который также является Атманом, звук «а» — состояние бодрствования, вайшванара, звук «у» — состояние сна, тайджаса, звук «м» — состояние глубокого сна, праджня.
В Майтри-упанишаде и Прашна-упанишаде говорится, что слог Аум — и высший, и низший Брахман.
В вайшнавской Васудева-упанишаде содержится утверждение: «пранава только кажется разделенной на части (А, У и М), оставаясь всегда единой. Владыка Аум/Ом вознесёт вас наверх, в свою Обитель». В Тарасара-упанишаде группы «вайшнава» из буквы «а» явился Брахма по имени Джамбаван, из буквы «у» явился Упендра по имени Хари, из буквы «м» явился Шива, известный как Хануман.
В Туриятита-авадхута-упанишаде, которую относят к группе «санньяса»: «мудрец, пребывающий в состоянии Туриятита, достигая состояния Авадхута-санньясина и полностью поглощенный недвойственным Атманом/Брахманом, оставляет своё тело, становясь единым с Аум (Пранавой)».
В Дхьянабинду-упанишаде группы «йога» сказано, что желающие освобождения, созерцают недробимое благо, произнося звук «Ом», а в букве «а» — являются и растворяются земля, огонь, Ригведа, бху и Брахма, в букве «у» — атмосфера, ветер, Яджурведа, бхувас, Вишну-Джанардана, в букве «м» — небеса, солнце, Самаведа, свар, Махешвара. Также звук «а» соответствует жёлтому цвету и гуне раджас, звук «у» — белому и саттве, звук «м» — темному и тамасу. В Брахмавидья-упанишаде той же группы сообщается, что «а» подобно солнечному сиянию, «у» — блеску луны, «м»- вспышке молнии.
В Брихадараньяка-упанишаде — изначальное пространство, Брахман, источник знания.

### Шиваизм
В шиваизме символизирующий Шиву лингам отождествляется со звуком «Ом».

### Вишнуизм
В вишнуизме три составляющие звука «Ом» обозначают самого Вишну, его жену Шри и почитателя. В гаудия-вайшнавизме составляющие звука «Ом» указывают: А — на Кришну, У — на его энергию, М — на все живые существа. Бхагавадгита, 17:23 говорит о важности произнесения мантры «Ом Тат Сат».

### В йоге
Мантра «Ом» используется в различных йогических практиках (пранаяма, наданусадхана, двадашанта, дхарана). Собственно практика произношения мантры условно разбивается на три временных отрезка, каждый из трех составляющих слог Аум звуков последовательно создается в определённой части тела. Звук «А» создается в области живота, затем он поднимается выше, переходя в звук «У» в области груди, и далее, в области головы произносится звук «М», который постепенно растворяется в области макушки.
Значение мантры «Ом» описывается в классических текстах по йоге (например, Вивека-мартанда, Горакша-йога).

## Джайнизм
В джайнизме «Ом» используется во время проведения ритуалов.

## Буддизм
Буддизм махаяны, наследуя традиции индуизма, заимствовал звук «Ом» в качестве мистической мантры, называя его священным, а также широко используя его в ритуалах. Большое употребление мантра «Ом» получила в ваджраяне, где при записи она включает в себя элементы «а», «о» и «м». Несколько изменилась трактовка составляющих мантру звуков: в буддизме они могут олицетворять Тело, Речь и Ум Будды, Три тела Будды (Дхармакаю, Самбхогакаю, Нирманакаю) и три драгоценности (Будду, Дхарму, Сангху).
В то же время буддолог Е. А. Торчинов отмечал, что слог «Ом» и подобные слоги («хум», «ах», «хри», «э-ма-хо») «не имеют никакого словарного смысла» и указывал, что эти слоги в отличие от других слогов мантр представляют собой в махаянской традиции «священную непереводимость». Торчинов отмечал, что буддист должен понять данные звукосочетания непосредственно. В таком случае при созерцательном повторении данных слогов считается, что слоги через «звуковые колебания и модуляции голоса» прямо воздействуют «на сознание и психофизические параметры повторяющего их йогина» . Таким образом, мантра «Ом» как самостоятельно, так и в составе других мантр и дхарани часто используется в медитативной практике.

## Эзотерика и оккультизм
В эзотерических учениях звук «Ом» предстаёт трёх священных огней («тройной огонь») во Вселенной и человеке. Оккультно он толкуется как высший тетраксис, поскольку символизирует Агни носящего имя Абхиманим, превращающегося в своих троих сыновей: Паваку, Паваману и Шучи, «которые выпивают воду», что означает уничтожение материальных желаний. Также этот звук означает «взывание, благословение, заверение и обещание».

## В массовой культуре

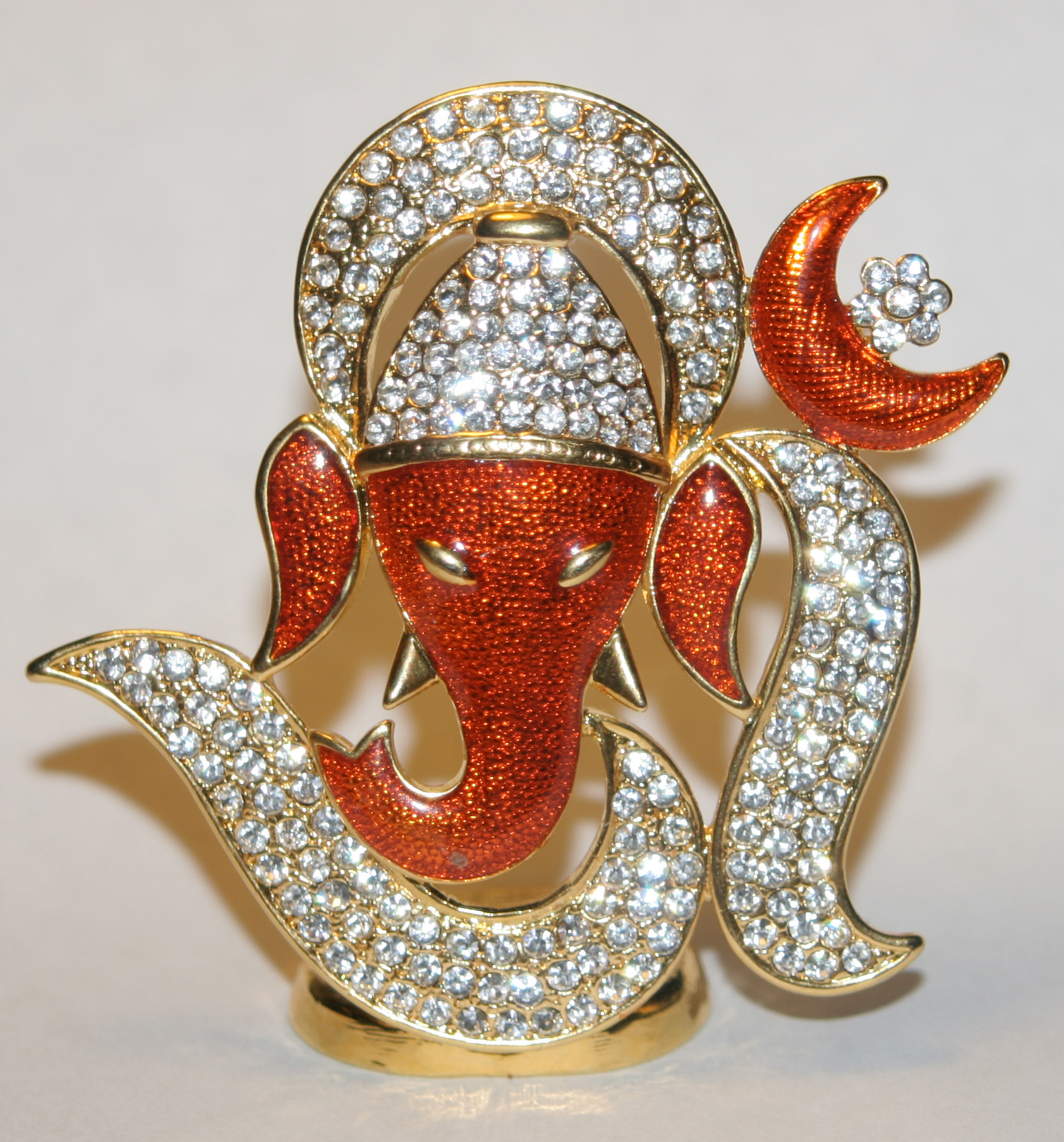
Бог Ганеша иногда отождествляется с «Ом»

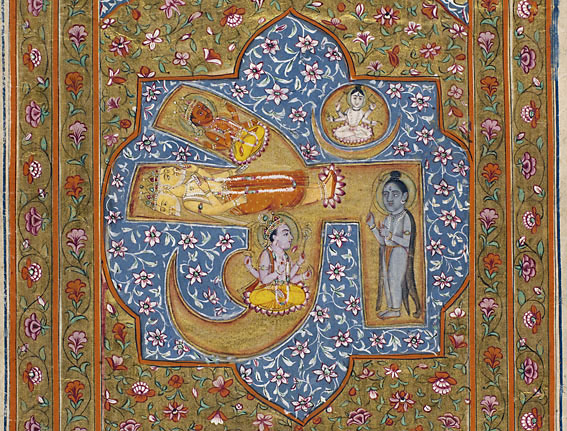
Брахма, Вишну, и Шива слитые в «Ом» (миниатюра на странице Махабхараты, 1795)

В произведении Николая Гумилёва «Поэма начала. Книга первая. Дракон» описывается результат произнесения мантры «Ом».
Графическое изображение мантры «Ом» помещено на обложках многих музыкальных альбомов Джорджа Харрисона («The Concert for Bangladesh», Living in the Material World, Dark Horse, Extra Texture, Thirty Three & 1/3, Somewhere in England, Gone Troppo, Brainwashed).
Мантра «Ом» звучит в припеве композиции группы The Beatles «Across the Universe» (1969) — «Jai Guru Deva Om», а также в песне Мадонны «Shanti / Ashtangi» из альбома «Ray of Light» и японском бонус-треке альбома «Music» — «Cyber-Raga». Ещё мантра «Ом» — финал концептуального альбома «In Search of the Lost Chord» (1968) британской группы «The Moody Blues». Также её можно услышать в некоторых песнях группы «Пикник», а графическое изображение мантры «Ом» было использовано в видеоряде для тура «Железные Мантры» и для оформления юбилейного DVD «30 световых лет». К теме «Ом» обращается немецкая исполнительница медитативной музыки Дэва Премал. Мантра «Ом» звучит в саундтреке одной из песен фильма «Матрица», а именно Juno Reactor — Navras. Концовка песни Максима Леонидова «Колыбельная» (альбом «Основы фэн-шуя», 2006) полностью состоит из многократно повторяющейся мантры «Гаятри-мантра», которая, в свою очередь, начинается мантрой «Ом».

## Символ «Ом» в различных письменностях

Деванагари
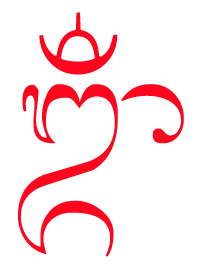
Балийское письмо
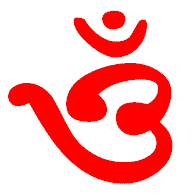
Бенгальское письмо
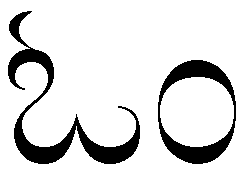
Каннада
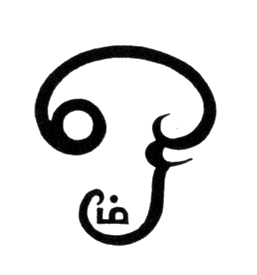
Тамильское письмо
Тибетское письмо
Варанг-кшити
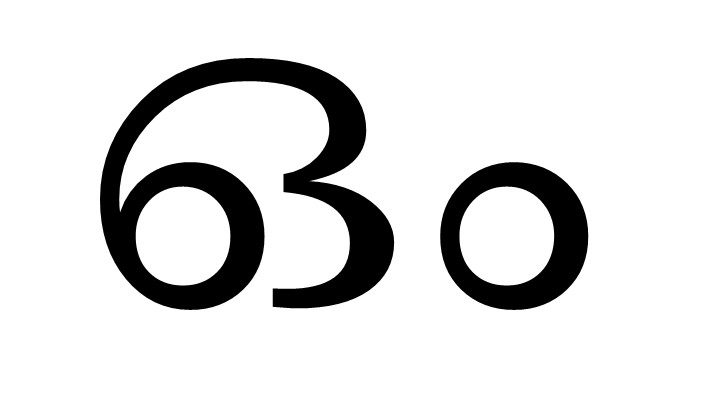
Малаялам